# Halmai János (gyógyszervegyész)
Halmai János (Nyitra, 1903. március 3. – Budapest, 1973. július 23.) gyógyszerkémikus, egyetemi tanár, a gyógyszerészeti tudományok kandidátusa (1956).

## Életrajza
Halmai Fülöp telekkönyvvezető és Gritzman Sarolta fiaként született. 1921 és 1923 között Bonyhádon volt gyógyszerészgyakornok, majd 1925-ben a budapesti Pázmány Péter Tudományegyetemen gyógyszerészi oklevelet szerzett. 
1927-ig vidéki gyógyszertárakban dolgozott. Tudományos pályafutását a budapesti egyetem Növénytani Intézetében kezdte. 1935-ben szerzett gyógyszerészi doktorátust. 1939-től a Gyógyszerismereti Intézetben dolgozott. 1942-ben egyetemi magántanári képesítést nyert. 
1949-től a gyógynövény- és drogismereti tanszék vezetője, 1957-től 1971-ig, nyugdíjazásáig egyetemi tanár volt. 

### Családja
1934. szeptember 22-én Budapesten házasságot kötött Schnell Erzsébettel (1906–?), Schnell János és Molnár Erzsébet lányával.

## Munkássága
A Magyar Gyógyszerészeti Társaság gyógyszerészettörténeti szakosztályának alapítója. Tudományos munkássága a farmakognóziát és a gyógyszerészettörténetet ölelte fel. Főleg drogok azonosításának, értékmérésének, hamisítások felismerésének módszereit tanulmányozta, fontos szerepet játszott a gyógynövények szabványelőiratainál is. 
Az V. Magyar Gyógyszerkönyv farmakognóziai részének szerkesztője, és elnöke a VI. Magyar Gyógyszerkönyv farmakognóziai albizottságának. Közel száz közleménye többek között a magyar és nemzetközi gyógyszerészet nagy alakjaival foglalkozott. 

## Főbb munkái
- A drog-önellátás kérdése (Pápa, 1942)
- Kossuth-csillag, rénuszrudacska. Gyógynövények, növények, drogok, magyar népies és latin nevei (Budapest, 1948)
- Farmakognozia (Novák Istvánnal, Budapest, 1963).

## Díjai, elismerései
- Kabay János-emlékérem (1956)
- Weszprémi István-emlékérem (1966)
- Ernyey József-emlékérem (1974)

## Emlékezete
- Az Egymásért vagyunk című, 2020-ban megjelent tudománytörténeti összeállításban munkásságára történő visszatekintés jelenik meg.[3]